# Набеляк, Людовик
Людовик Набеляк (пол. Ludwik Nabielak; 1805—1883) — польский поэт, литературный критик, публицист и переводчик романтической эпохи польской литературы.

## Биография
Людовик Набеляк родился в деревне Стоберна (Stobierna), Ржешовского округа (в Галиции) в 1805 году. Получил образование в Ржешовской гимназии, а затем во Львовском университете. В последнем он занимался преимущественно славянской филологией и поместил в «Повременнике заведения Оссолинских» (Czasopismo zakładu Ossolińskich) за 1829 год перевод «Рассуждения о галицко-русском языке», написанного Могильницким. 
Особенное внимание Л. Набеляк обратил на изучение древнейших памятников русской, чешской и сербской словесности; он перевел с чешского «Краледворскую рукопись», затем «Слово о полку Игореве» и некоторые сербские поэмы Вука Стефановича Караджича. 
В 1830 году Набеляк переселился в Варшаву, где принимал близкое участие в издании местной газеты «Dziennik Powszechny». В 1831 году, в связи с Польским восстанием, он вынужденно покинул столицу Польши и жил в Германии и Франции. Там, вместе с Вернером, он занялся переводом произведений Мицкевича на немецкий язык и издал некоторые из них под заглавием «Nordlichter» (Штутгарт, 1834). 
С 1861 года Набеляк поместил много статей в издававшейся во Львове «Библиотеке Оссолинских» (ныне Львовская научная библиотека имени В. Стефаника). В 1871 году он издал 40 томов своих выписок из официальных актов, касающихся польских событий 1794 года и хранившихся во французских архивах. Кроме этих изданий Набеляка, известно ещё «Do rodzin naszych po powrocie ze Szpilberga» (Львов, 1848 год), написанное им во время пребывания в Галиции в 1848 году, и «Ludwik Kicki, generał wojsk polskich. 1791—1831». (Познань, 1878).
Людовик Набеляк скончался в 1883 году в городе Париже.